# Sart-Eustache
Sart-Eustache is een plaats en deelgemeente van de Belgische gemeente Fosses-la-Ville in de provincie Namen. Tot 1 januari 1977 was het een zelfstandige gemeente.

## Demografische ontwikkeling
- Bronnen:NIS, Opm:1831 tot en met 1970=volkstellingen, 1976= inwoneraantal op 31 december